# Vigie requin
Une vigie requin est un nageur ou plongeur chargé de surveiller les eaux dans lesquelles évoluent d'autres personnes susceptibles de faire l'objet d'une attaque de requin, le plus souvent des baigneurs ou des surfeurs. Équipée d'un masque de plongée, la vigie requin tente de repérer des squales afin de donner l'alerte aux usagers de la mer exposés dès qu'ils surviennent.